# Concile de Vaison
La page concile d'Orange répertorie les conciles et synodes diocésains qui se tiennent dans la ville française de Vaison-la-Romaine (Arausicanum) au cours du Moyen Âge.
Ils se déroulent pour à la fin de l'époque romaine, quand apparaissent les premiers schismes chrétiens. 

## Liste des synodes
- concile tenu vers 350, qualifié d'imaginaire, non documenté[a 1] ;
- concile tenu en 442, dix canons[a 2] ;
- troisième concile de 529, présidé par Césaire, archevêque d'Arles, cinq canons[a 3].